# Бойченко Павло Миколайович
Павло Миколайович Бойченко (рос. Павел Николаевич Бойченко; 30 квітня 1975, м. Москва, СРСР) — російський хокеїст, правий нападник.
Вихованець хокейної школи «Крила Рад» (Москва). Виступав за «Крила Рад» (Москва), ЦСКА (Москва), «Лада» (Тольятті), «Спартак» (Москва), СКА (Санкт-Петербург), «Хімік» (Воскресенськ), «Атлант» (Митищі), «Витязь» (Чехов), «Трактор» (Челябінськ), «Донбас-2» (Донецьк), «Титан» (Клин).
У складі молодіжної збірної Росії учасник учасник чемпіонату світу 1995. У складі юніорської збірної Росії учасник учасник чемпіонату Європи 1995.
Досягнення
- Чемпіон України (2012).